# Crucianella sorgerae
Crucianella sorgerae är en måreväxtart som beskrevs av Friedrich Ehrendorfer. Crucianella sorgerae ingår i släktet Crucianella och familjen måreväxter. Inga underarter finns listade i Catalogue of Life.